# Мисакова, Элишка
Элишка Мисакова (чеш. Eliška Misáková, 12 октября 1925, Коетице — 14 августа 1948, Лондон) — чехословацкая гимнастка. Скончалась во время летних Олимпийских игр 1948 года и посмертно была награждена золотой медалью, как и команда, за которую она должна была выступать.

## Биография
Элишка Мисакова родилась 12 октября 1926 года в чехословацкой деревне Коетице (сейчас в Чехии).
Детство и юность провела в городе Вишков, где в 1936—1944 годах училась в реальной гимназии.
Здесь же начала заниматься спортивной гимнастики у воспитанницы спортивного общества «Сокол». После того как Вторая мировая война закончилась и деятельность «Сокола» была возобновлена, она стала тренером. Весной 1947 года переехала в Прагу и стала выступать за «Сокол» из Виноград, войдя в сборную спортивного общества, которая должна была выступить на Олимпиаде.
В 1948 году вошла в состав сборной Чехословакии на летних Олимпийских играх в Лондоне. Ещё в самолёте Мисакова почувствовала себя плохо. После прибытия в Великобританию гимнастку сначала направили в больницу в Нортвуд. Первоначально сама гимнастка полагала, что заболела гриппом, а врачи подозревали у неё менингит. Вскоре Мисакову перевезли в Аксбридж, здесь у неё диагностировали полиомиелит. Симптомы болезни нарастали: у неё парализовало руки и ноги. Не помогло и переливание крови доктора сборной Чехословакии Зденека Хорнофа, недавно переболевшего полиомиелитом. Были опасения, что заразились и другие чехословацкие гимнастки, поскольку они постоянно контактировали в течение нескольких недель, однако этого не произошло.
По мнению гимнасток сборной Чехословакии, Элишка Мисакова могла заразиться полиомиелитом в Нимбурке, где команда тренировалась. В 1948 году случаи этой болезни отмечались во многих районах Центральной Европы. В частности, из-за этого были запрещены купания в Праге во Влтаве. Однако в Лабе в Нимбурке гимнастки купались и лишь после этого узнали, что и здесь обнаружены случаи полиомиелита и тоже действует запрет.

Сборная Чехословакии, в составе которой Мисакову за два дня до старта заменила Вера Ружичкова, перед началом соревнований поклялась победить.
«В команде мы сказали, что будем бороться за золото, и, когда мы выиграем, победит и Элишка», — вспоминала Ружичкова.
Мисакова умерла утром 14 августа 1948 года — во второй и заключительный день соревнований гимнасток в командном многоборье.
Команда, за которую также выступали Здена Вержмиржовска, Зденька Гонсова, Милослава Мисакова, Божена Срнцова, Милена Мюллерова, Ольга Шилганова и Мария Коваржова, завоевала золотую медаль. О смерти Элишки гимнастки узнали после окончания соревнований. Во время церемонии награждения на поднятый в честь победы флаг Чехословакии была повязана траурная чёрная лента. Впоследствии чехословацкие гимнастки не участвовали в церемонии закрытия Олимпиады и наблюдали её с трибуны. «У нас не было настроения смеяться и улыбаться», — объясняла Ружичкова.
По решению Международного олимпийского комитета Мисакова единственный раз в истории Олимпийских игр была посмертно награждена золотой медалью, которую вручили её сестре и товарищу по команде Милославе Мисаковой.
Из-за того, что полиомиелит — инфекционное заболевание, тело Мисаковой кремировали, после Олимпиады её прах увезли в Чехословакию. Он был с почестями захоронен 4 сентября 1948 года в Вишкове.

## Семья
Старшая сестра Милослава Мисакова (1922—2015) входила в ту же сборную Чехословакии, что в 1948 году завоевала золотую медаль на летних Олимпийских играх в Лондоне. Впоследствии работала тренером и судьёй по спортивной гимнастике.
У Элишки и Милославы была ещё одна сестра Анна. Её муж во время Второй мировой войны был пилотом Королевских ВВС Великобритании. Он вёл самолёт, на котором чехословацкие гимнастки везли урну с прахом Элишки на Родину.